# Samuel Mbangula
Samuel-Germain Kinduelu Mbangula Tshifunda (* 16. Januar 2004 in Brüssel) ist ein belgischer Fußballspieler, der aktuell als Stürmer bei Werder Bremen unter Vertrag steht.

## Karriere

### Verein
Mbangula spielte als Jugendspieler in Belgien u. a. für den FC Brügge (2014–2019) und den RSC Anderlecht (2019–2020). Am 10. August 2020 schloss sich Mbangula der U-17-Mannschaft von Juventus Turin an. 2022 erhielt er einen neuen Vierjahresvertrag beim italienischen Rekordmeister. Im Campionato Primavera 1 kam er 54-mal zum Einsatz und erzielte dabei elf Treffer. Er spielte auch für Juventus in der UEFA Youth League. Nachdem er für die U-19-Mannschaft gespielt hatte, wurde er in der Saison 2023/24 in die Reservemannschaft von Juventus Turin in der Serie C, Juventus Next Gen, befördert. Sein Debüt in der Serie C gab er am 2. September 2023 unter Massimo Brambilla bei einer 1:3-Auswärtsniederlage gegen Delfino Pescara 1936. Sein erstes Tor erzielte er am 29. Oktober 2023 bei einem 3:1-Heimsieg gegen Olbia Calcio 1905.
Für die Saison 2024/25 wurde Mbangula von Trainer Thiago Motta in die erste Mannschaft von Juve befördert. Am 19. August 2024 gab Mbangula am ersten Spieltag der Saison sein Debüt für Juventus und erzielte beim 3:0-Sieg gegen Como Calcio den Treffer zum 1:0. Im folgenden Spiel gegen Hellas Verona bereitete er zwei Treffer vor. Bis zu Mottas Entlassung Ende März 2025 kam Mbangula danach zu regelmäßigen Einsätzen, zumeist als Einwechselspieler. Unter Mottas Nachfolger Igor Tudor kam er anschließend bis Saisonende nur noch auf vier Minuten Spielzeit.
Im Sommer 2025 wechselte Mbangula zu Werder Bremen.

### Nationalmannschaft
Mbangula kam für verschiedene Jugendnationalmannschaften Belgiens von der U15 bis zur U21 zum Einsatz. Er wäre auch für die Nationalmannschaft der Demokratischen Republik Kongo spielberechtigt.